# Coenosia latitibia
Coenosia latitibia este o specie de muște din genul Coenosia, familia Muscidae, descrisă de Albuquerque în anul 1957. Conform Catalogue of Life specia Coenosia latitibia nu are subspecii cunoscute.